# Andrea Jublin
Andrea Jublin (Turim, 19 de novembro de 1970) é um cineasta italiano. Como reconhecimento, foi nomeado ao Oscar 2008 na categoria de Melhor Curta-metragem por Le Mozart des pickpockets.